# Blutaar

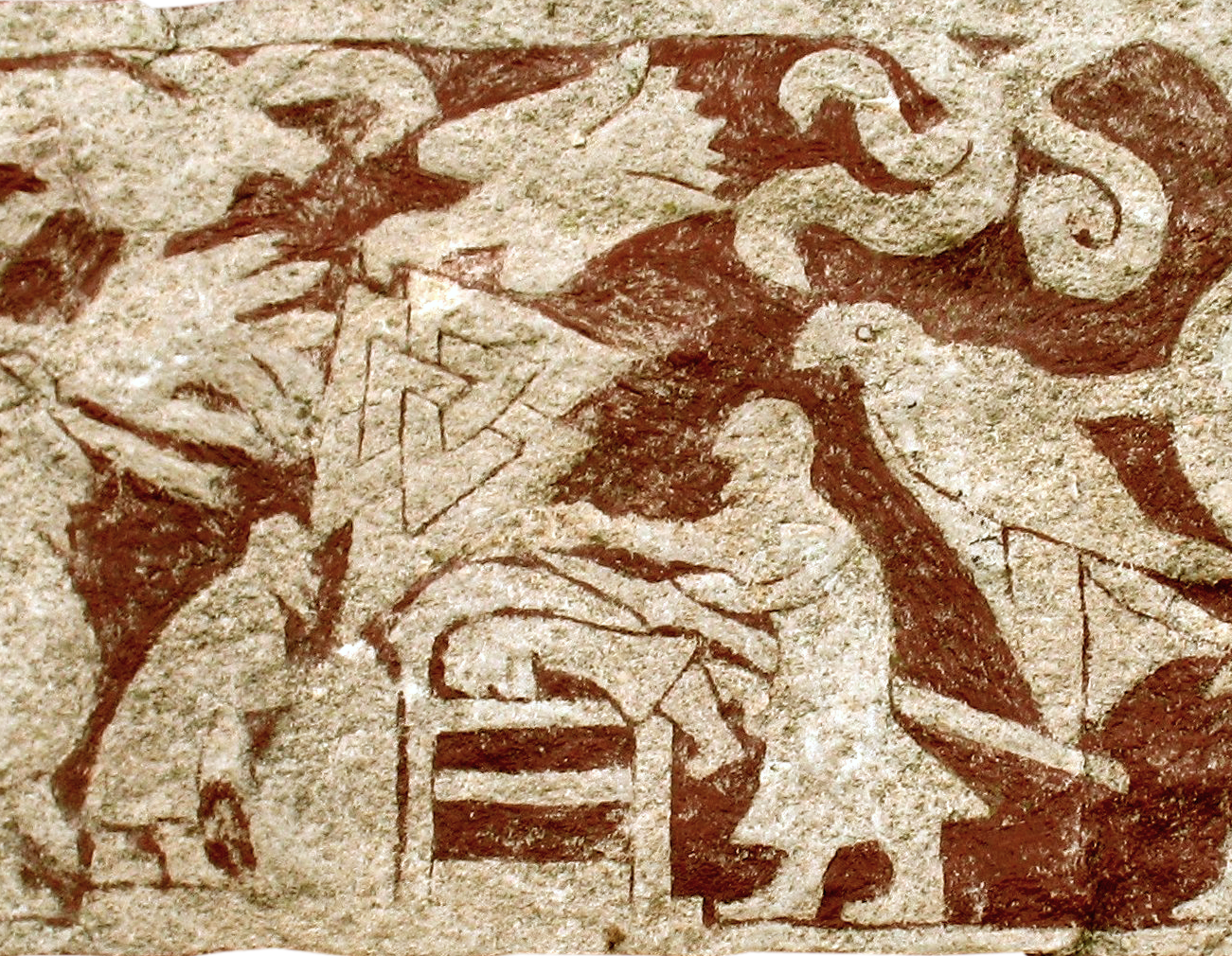
Detail aus den Bildsteinen von Stora Hammars zeigt einen Mann, der mit einer Waffe auf dem Rücken eines auf dem Bauch liegenden Mannes hantiert. Das über der Szene befindliche dreieckige Valknut-Symbol wird als Symbol für einen ekstatischen Zustand gedeutet.

Der Blutaar oder Blutadler (altnordisch blóðörn) war eine mutmaßliche Form der Hinrichtung durch Folter, die von den Wikingern praktiziert worden sein könnte.
Dem lebenden Opfer wurde dabei der Rücken aufgeschnitten, die Rippen beidseitig von der Wirbelsäule getrennt und – wie Adlerschwingen – zur Seite geklappt. Laut Beschreibungen werden anschließend noch die Lungen herausgezogen, um die Flügel eines Adlers zu symbolisieren. Allerdings wird diese Darstellung von einigen Wissenschaftlern abgelehnt, da die Lunge nach einem derart gewaltsamen Öffnen innerhalb von Sekunden in sich zusammenfallen würde. Einige Experten gehen daher davon aus, dass die Schulterblätter noch mit hochgeklappt wurden.
Mittlerweile ist nachgewiesen worden, dass es zwar anatomisch möglich wäre, dennoch ist unklar, ob das Ritual tatsächlich in der beschriebenen Form angewendet wurde.

## Kontroverse
Der Hintergrund des Rituals ist jedoch ebenso umstritten wie die Frage, ob es tatsächlich in der dargestellten Form ausgeübt worden ist oder ob es vielleicht auch nur eine besonders grausam wirkende literarische Ausschmückung zur Unterhaltung der Zuhörer war; so argumentiert zumindest die Skandinavistin Roberta Frank. Auch die Historikerin und Autorin Eleanor Rosamund Barraclough geht in ihrem Buch Beyond the Northlands: Viking Voyages and the Old Norse Sagas davon aus, dass die Folter- und Hinrichtungsmethode des Blutaar oder Blutadlers wohl eher auf einer poetischen Metapher  als auf historischen Tatsachen beruht.
Ein Forscherteam der Universität Keele führte gemeinsam mit Wissenschaftlern der Universität Island eine neue Studie durch, um die Frage zu beantworten, ob es überhaupt anatomisch möglich wäre, das Folterritual wie beschrieben durchzuführen. Die Analyse, an der auch Anatomieexperten und Wikingerhistoriker beteiligt waren, kam zu dem Ergebnis, dass es durchaus anatomisch möglich wäre, den Blutadler so durchzuführen, wie das Ritual in den mittelalterlichen Erzählungen beschrieben wurde. Dennoch ist nicht klar, ob es tatsächlich zur Anwendung kam, obwohl eine derartig brutale Hinrichtung zumindest nicht gegen die gesellschaftlichen Bräuche in Bezug auf damals angewendete rituelle Gewalt verstößt.
Andere Interpretationen sehen im Blutaar die Weiterentwicklung eines ursprünglichen Menschenopfers an den Gott Odin oder aber eine spezielle Racheform, die Söhne am Mörder ihres Vaters vollzogen.

„Wie Frank jedoch überzeugend dargelegt hat, beruht das Motiv ‚Ritzen des Blutadlers‘ – zumindest im Falle von Ella – auf dem Missverständnis einer Strophe aus Sigvatrs Knútsdrápa (11. Jh.), in der es von der Tötung Ellas heißt: ‚Und Ívarr, der in York saß, ließ Ellas Rücken von einem Adler geschnitten werden‘ (Knútsdrápa 1; s. u. und vgl. Frank 1984, 334–339); während andere Forscher Sigvatrs Strophe als zweiten Beleg – neben Reginsmál 26 – für das Blutadler-Motiv in der Dichtung betrachten, sieht Frank [eine Edda-Forscherin] Sigvatrs Strophe als eines der außerordentlich zahlreichen Beispiele für das Motiv ‚Vogel der Walstatt (Adler, Rabe) zerreißt den gefallenen Krieger mit den Klauen oder dem Schnabel‘, präziser: ‚der siegreiche Krieger läßt die Vögel der Walstatt die Gefallenen zerreißen‘ o.ä. (vgl. Frank 1984, 337–339; Frank 1988; Frank 1990).“

## Darstellungen in modernen Medien
- Im historischen Roman Sarum (1987) ermorden Wikinger einen angelsächsischen Mönch, indem sie ihn zum Blutadler herrichten.
- Der 2005 veröffentlichte Thriller Blutadler von Craig Russell erschien 2012 als gleichnamiger Fernsehfilm.[7]
- In der Fernsehserie Vikings (Erstausstrahlung 2014) wird in Folge 7, Staffel 2 sowie in Folge 18, Staffel 4 das Blutadler-Ritual jeweils im Rahmen einer Hinrichtung gezeigt.
- In der Fernsehserie The Blacklist (Erstausstrahlung 2013) wird in Folge 17, Staffel 2 der Blutadler als Folter zur Erpressung von Informationen angedroht.
- Im Videospiel Hellblade: Senua’s Sacrifice wird der Geliebte der Protagonistin als Blutaar geopfert.
- In dem Kinothriller Midsommar aus dem Jahr 2019 zeigt eine Einstellung einen rituell Hingerichteten, der so verändert wurde, dass er einen Blutengel symbolisiert.[8]
- Im 2020 erschienenen Videospiel Assassin’s Creed Valhalla wird ein Widersacher des Spielers als Blutadler hingerichtet.